# Томас Перибонио
Томас Алберто Перибонио Авила (шп. Tomas Alberto Peribonio Avila; Сувејни, Џорџија, 16. јануар 1996) еквадорски је пливач чија специјалност су трке мешовитим стилом на 200 и 400 метара. Вишеструки је национални првак и рекордер и један од најбољих еквадорских пливача свих времена.

## Каријера
Перибонио је пливањем почео интензивније да се бави током студија на Универзитету Јужне Каролине у Сједињеним Државама. На међународној сцени је дебитовао на Панамеричким играма 2018. у Торонту где је успео да се пласира у финале трке на 400 мешовито (на крају такмичење завршио на укупно 7. месту). Непун месец дана касније дебитвао је и на светским првенствима, а у Казању 2015. заузео је 39, односно тек 53. место у тркама на 400 и 200 мешовито.
На светском првенству у Будимпешти 2017. био је 20. на 200 мешовито и 12. на 400 мешовито. Прво финале на светским првенствима пливао је на светском првенству у малим базенима у Хангџоу 2018. где је заузео укупно 6. место у трци на 400 мешовито. На светском првенству у Квангџуу 2019. такмичио се у две дисциплине — на 200 мешовито је био 19, а на 400 мешовито укупно 17. у квалификацијиама и ни у једној од дисциплина није успео да се пласира у следећу рунду такмичења.
Највећи успех у каријери остварио је на Панамеричким играма 2019. у перуанској Лими где је заузео 4. место у финалу трке на 400 мешовито.